# Cubretetera

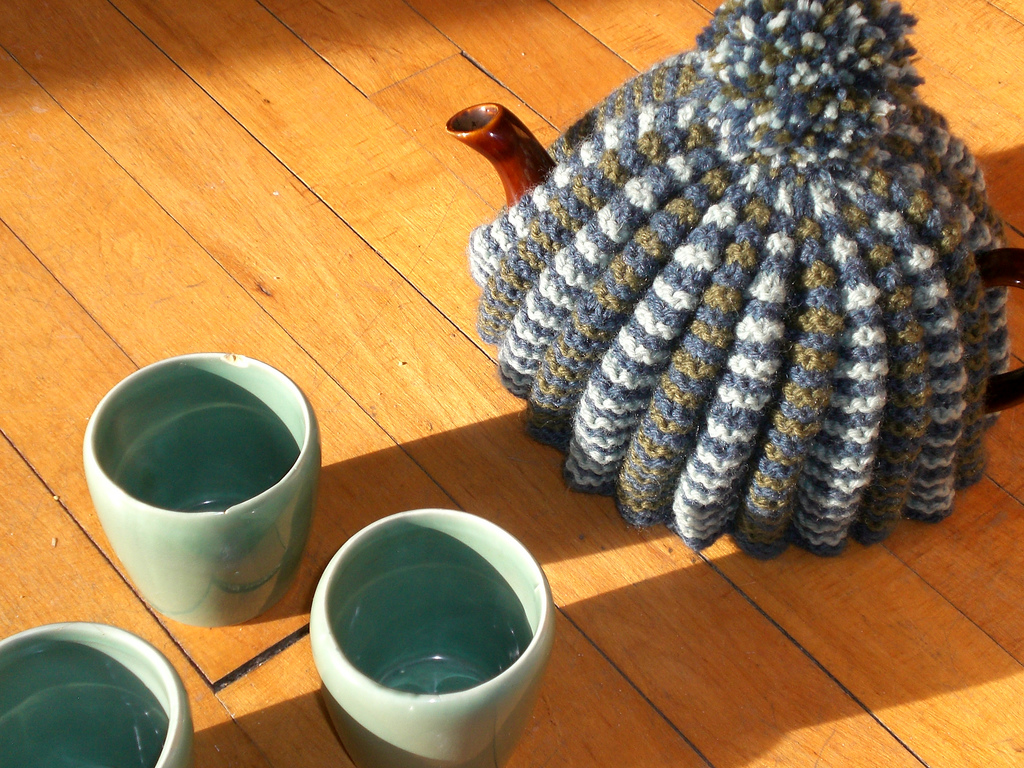
Un cubretetera tejido a mano en una tetera.

Un cubretetera, conocida también como tea cosy, cubreteteras, cubre tetera, cubre teteras o funda para teteras, es una cubierta para una tetera, tradicionalmente hecha de tela. Aísla una tetera, manteniendo el contenido caliente. Su uso es anterior a la invención de los frascos de vacío como medio para mantener calientes los líquidos calientes. Los cubreteteras pueden tener inserciones acolchadas que se pueden quitar y lavar.
Algunos cubreteteras están tejidos a mano, se asemejan a sombreros de lana, algunas incluso tienen un pompón en la parte superior, que también puede servir para quitar o levantar el cubretetera. A veces, si el té se sirve en un restaurante o en un hotel, la tetera se cubre con un cubretetera que tiene un exterior de metal para proteger la tela interior del cubretetera del desgaste y también para mejorar aún más el aislamiento de la tetera. 
Los cubreteteras a veces se pueden hacer en juegos con artículos como manteles, manoplas o delantales. Se pueden bordar cubreteteras de tela, tal vez para complementar un fino juego de porcelana. Algunos se han hecho con bolsillos ocultos para rellenar con hierbas o flores fragantes, similar a un popurrí.

## Historia
Aunque la historia del cubreteteras puede comenzar cuando el té se introdujo en Gran Bretaña en la década de 1660, el primer uso documentado de un cubreteteras en Gran Bretaña fue en 1867. Probablemente sea la duquesa de Bedford quien, al establecer la actividad del té de la tarde en 1840, habría traído la popularidad del cubretetera. El té de la tarde era el momento para establecer contactos y mantenerse al día con los chismes de la aristocracia y las noticias de actualidad. Con toda la charla a la hora del té, la tetera se enfría, lo que a veces habría interrumpido algunas fiestas de té. Y así, surgió el cubretetera. Los cubreteteras florecieron a finales del siglo XIX, donde aparecieron en muchos hogares de Gran Bretaña, motivados por la obsesión de decorar y cubrir objetos característicos de la época victoriana.
Los cubreteteras comenzaron a usarse en América del Norte en el mismo período. Los periódicos de la época revelan que los cubreteteras disfrutaron de «un aumento repentino e inesperado del favor del público» entre las mujeres que organizaban fiestas de té. Los periódicos de la época incluían columnas de consejos sobre cómo hacer uno: «Algunos muy bonitos están hechos de restos de brocado pesado, pero generalmente se usa lino, bordado o no, según el gusto, ya que estas fundas son lavables. Haga la cubierta lo suficientemente grande para su tetera y coloque un anillo en la parte superior para levantarla.»